# Kalinik (Czernyszow)
Kalinik, imię świeckie Konstantyn Walerijowycz Czernyszow (ur. 22 czerwca 1977 w Eupatorii) – biskup Rosyjskiego Kościoła Prawosławnego, wcześniej w latach 2019–2022 Ukraińskiego Kościoła Prawosławnego Patriarchatu Moskiewskiego.

## Życiorys
Urodził się w rodzinie robotniczej. Wykształcenie podstawowe i średnie uzyskał w rodzinnym mieście; w okresie edukacji szkolnej był zakrystianem w miejscowych cerkwiach (św. Eliasza, następnie soborze św. Mikołaja). Od 1996 r. prowadził zajęcia ze Starego Testamentu na terenie dekanatu eupatorskiego eparchii symferopolskiej i krymskiej. W 2000 r. rozpoczął studia na Narodowym Uniwersytecie Spraw Wewnętrznych w Charkowie na kierunku „Prawoznawstwo”, które ukończył w 2005 r. z tytułem prawnika.
W 2004 r. został przez metropolitę symferopolskiego i krymskiego Łazarza skierowany do skitu św. Łukasza w Gorjance (dawne Łaki) w rejonie bakczysarajskim, gdzie stanął na czele wspólnoty. Następnie otrzymał od metropolity Łazarza święcenia diakońskie (19 maja 2005 r.) i kapłańskie (23 lipca 2006 r.). 30 marca 2008 r. złożył przed metropolitą Łazarzem wieczyste śluby mnisze z imieniem Kalinik, ku czci św. Kalinika, patriarchy Konstantynopola. Od 24 listopada 2009 r., zgodnie z postanowieniem Świętego Synodu, był namiestnikiem – powstałego w miejsce skitu – monasteru św. Łukasza w Gorjance.
W 2009 r. ukończył Wschodnioukraiński Uniwersytet Narodowy im. Wołodymyra Dala w Ługańsku, ze specjalizacją menedżera-ekonomisty. W tym samym roku został wykładowcą Starego Testamentu w Taurydzkim Seminarium Duchownym w Symferopolu. Od 2010 r. był dziekanem monasterów eparchii symferopolskiej i krymskiej. W maju 2012 r. ukończył seminarium duchowne w Odessie. Od września tegoż roku pełnił posługę duszpasterską w Taurydzkim Seminarium Duchownym. Również w tym samym roku otrzymał godność archimandryty.
Postanowieniem Świętego Synodu został 29 stycznia 2016 r. wybrany na biskupa bakczysarajskiego, wikariusza eparchii symferopolskiej i krymskiej. Chirotonia odbyła się 8 grudnia 2019 r. w soborze św. Mikołaja w Nieżynie, pod przewodnictwem metropolity kijowskiego i całej Ukrainy Onufrego.
W 2022 r. Rosyjski Kościół Prawosławny ogłosił włączenie eparchii symferopolskiej i krymskiej w swoją bezpośrednią jurysdykcję. W 2023 r. został objęty ukraińskimi sankcjami personalnymi razem z grupą innych biskupów, którzy kierowali eparchiami oderwanymi od Ukraińskiego Kościoła Prawosławnego Patriarchatu Moskiewskiego.
W 2023 r. uzyskał stopień kandydata nauk ekonomicznych na Uralskim Państwowym Uniwersytecie Ekonomicznym.
W 2024 r. został odsunięty od dotychczasowych obowiązków i skierowany do monasteru św. Łukasza, w którym wcześniej pełnił obowiązki przełożonego. W czerwcu 2025 r. sąd cerkiewny uznał go za winnego niewłaściwego zarządzania majątkiem monasterów eparchii symferopolskiej oraz innych naruszeń regulaminu monasterów, zakazując mu w przyszłości pełnienia urzędów cerkiewnych i kierując do monasteru św. Mikołaja Szartomskiego.